# اندرونیکوس گئورگیوس
اندرونیکوس گئورگیوس (انگلیسی: Andronicos Georgiou؛ زادهٔ ۲۸ اکتبر ۱۹۹۹) بازیکن فوتبال اهل بریتانیا است.
از باشگاه‌هایی که در آن بازی کرده‌است می‌توان به باشگاه فوتبال استیونج اشاره کرد.